# Basilio II di Costantinopoli
Basilio II Camatero (in greco Βασίλειος Καματηρός?; XII secolo – dopo il febbraio 1186) è stato un arcivescovo ortodosso bizantino, che ha ricoperto la carica di Patriarca ecumenico di Costantinopoli tra il 1183 e il 1186.

## Carriera diplomatica
Basilio era un membro della famiglia Camatero, che sfornò un certo numero di importanti funzionari nel XII secolo. Inizialmente prestò servizio come diplomatico sotto Manuele I Comneno (1143-1180), ma dopo una disastrosa missione in Italia, cadde in disgrazia e fu bandito. La sua sorte cambiò in meglio sotto Andronico I Comneno (r. 1183-1185), che era stato anch'egli esiliato da Manuele.

## Carriera ecclesiastica
All'epoca, Andronico aveva problemi con il patriarca Teodosio Borradiote, che si opponeva all'imperatore su una serie di questioni. Tra queste vi erano il previsto matrimonio di sua figlia illegittima Eirene con Alessio, figlio illegittimo di Manuele I, sebbene fossero parenti stretti, nonché l'espulsione dell'imperatrice-vedova Maria di Antiochia dal Grande Palazzo. Teodosio fu costretto ad abdicare e fu sostituito da Basilio.
Basilio ottemperò immediatamente ai desideri di Andronico, aprendo la strada al matrimonio e assolvendo persino gli assassini del giovane imperatore Alessio II Comneno (1180-1183 ca.). Dopo che Andronico fu rovesciato e giustiziato nel settembre 1185, Basilio non riuscì ad ingraziarsi il nuovo imperatore Isacco II Angelo (1185-1195 e 1203-1204), nonostante avesse officiato la sua incoronazione. Fu deposto e condannato da un sinodo per la sua approvazione del matrimonio tra Eirene e Alessio. Dopo di ciò non si sa più nulla di lui.